# Jan auf der Zille
Jan auf der Zille ist ein deutscher Kinderfilm der DEFA von Helmut Dziuba aus dem Jahr 1986. Die Literaturverfilmung beruht auf der gleichnamigen Erzählung von Auguste Lazar.

## Handlung
Deutschland Ende 1933: Der 13-jährige Jan, der seine Mutter verloren hat, wächst bei seiner Tante auf. Mit seinem Vater Karl steht er seit einem Jahr in Briefkontakt und bricht schließlich auf, um sich mit ihm in Bitterholm zu treffen. Der Vater will ihn am Bahnhof abholen, doch erscheint er nicht. Bei der Adresse des Vaters öffnet niemand die Tür und eine Nachbarin deutet an, dass Jans Vater das erhalten habe, was er verdient. Als Jan bemerkt, dass ein Mann ihm folgt, den er bereits am Bahnhof gesehen hat, rettet er sich in die nächste Polizeistation. Dort wird deutlich, dass der ihn verfolgende Mann zu den Polizisten gehört. Jans Vater wird polizeilich gesucht, weil er verdächtigt wird, am 16. Dezember einen SA-Mann ermordet zu haben. Seine Spur verliert sich am Wasser, wo man seine Jacke fand, darin der letzte Brief von Jan.
Jan kehrt kurz vor Weihnachten zu seiner Tante zurück, die nun im Dorf argwöhnisch beobachtet wird, da ihr Bruder als Mörder gilt. Jans Mutter war Tschechin, der Vater Kommunist und Jan gilt daher bei den hitlertreuen Jugendlichen als Außenseiter. Nur der ältere Junge Max, der in einer Widerstandsgruppe ist und Verfolgten die Flucht gen Osten ermöglicht, steht Jan bei. Er ist es auch, der Jan deutlich macht, dass sein Vater kein Mörder gewesen sein kann: Als der Mord geschah, war der Vater gar nicht in der Stadt, sondern half, einen Verfolgten in Sicherheit zu bringen. Die SA wolle einen Mord in den eigenen Reihen vertuschen und einem Kommunisten anhängen. Mehr zum Schicksal oder Aufenthaltsort könne Jan nur Hermann, dem Mann auf der Zille, verraten. Da Jan skeptisch bleibt, bringt Max ihn entgegen den Vorschriften zu dem in einer Waldhütte nahe der tschechischen Grenze versteckten Mann, den sein Vater gerettet hatte. Der bestätigt ihm Max’ Bericht. Kurze Zeit später wird das Versteck von SA-Männern umstellt. Der Mann und Max werden erschossen, während Jan fliehen kann.
Er begibt sich zur Elbe, wo er den beschriebenen Mann auf der Zille zu sehen glaubt. Beim Versuch, auf die Zille Erika überzusetzen, geht Jans Boot unter und er wird vom Bootsmann auf den Lastkahn gezogen. Erst Tage später kommt Jan wieder zu sich. An seinem Bett sitzt das Mädchen Erika, Tochter des hitlertreuen Schiffseigners Wiese. Der Bootsmann wiederum stellt sich Jan als Martin Liebig vor, gibt auf Nachfrage nach Hermann jedoch an, Hermann Martin Liebig zu heißen. Die Schiffsbesatzung gilt als linientreu und so durchsuchen die Polizisten es auf der Suche nach Jan nicht. Wiese, der später an Bord kommt, will Jan verraten, doch macht ihm Martin klar, dass so auch er und Erika verraten werden. Jan bleibt als Martins vorgeblicher Neffe an Bord, erfährt jedoch nichts weiter über seinen Vater, außer dass er ein guter Mensch ist. Als der geheimnisvolle Professor an Bord kommt, der Erika Nachhilfe gibt, glaubt Jan, dass dieser ihm weiterhelfen könnte. Er hat zuvor gehört, dass Martin nicht der gesuchte Mann auf der Zille ist und dem Jungen aus Mitleid nur etwas vorgespielt hat. Der Professor jedoch scheint gute Beziehungen zu haben. Er ist in Wirklichkeit ein Kommunist, der von den Nazis zum Spitzel gemacht wurde. Der Alkoholiker betrinkt sich schließlich an Bord, als die Zille in Magdeburg vor Anker liegt, und droht schließlich, alle an Bord der Polizei zu verraten. Die Zille legt ab und Jan stößt den Betrunkenen schließlich in die Elbe; der Professor ertrinkt. Wiese und Martin wollen verbreiten, dass der Alkoholiker von den anderen unbemerkt betrunken über Bord gegangen sei.
Jan vertraut sich am Ende einem anderen Schlepper an, den er bereits früher gesehen hatte. Er erweist sich als Kontaktmann, der ihn zu seinem Vater auf ein anderes Schiff bringt. Mit ihm fährt er am Ende flussaufwärts zurück.

## Produktion
Jan auf der Zille gilt als Abschluss von Dziubas „proletarischer Trilogie“ historischer Kinderfilme, die mit den in der Weimarer Republik angesiedelten Kinderfilmen Rotschlipse und Als Unku Edes Freundin war begonnen hatte. Der Film entstand nach Motiven der gleichnamigen Erzählung von Auguste Lazar.
Jan auf der Zille erlebte am 26. März 1986 im Berliner Colosseum seine Premiere und lief am 28. März 1986 in den Kinos der DDR an. Am 5. Dezember 1986 kam er in die Kinos der Bundesrepublik und wurde am 16. November 1988 in der ARD erstmals im Fernsehen der Bundesrepublik gezeigt.
Die Filmkostüme schuf Elke Hersmann, die Bauten stammen von Heinz Röske. Kinderdarsteller Peter Scholz (Jan) war zum Zeitpunkt der Dreharbeiten 12 Jahre alt, Helene Anders (Erika) 13.

## Kritik
Die zeitgenössische Kritik lobte Jan auf der Zille als Dziubas bis dahin besten Film, der „an die gute Babelsberger Tradition antifaschistischer Thematik angeknüpft […] Selten ist die Atmosphäre der Furcht und Bedrohung unter den Nazis bei aller Zurückhaltung so eindrucksvoll vermittelt worden wie hier. Selten auch sah man das Milieu jener Zeit filmisch bis ins Detail so stimmig und echt dargestellt. Ebenso überzeugend die psychologische Genauigkeit, mit der [die Autoren] ihre Geschichte erzählen: sparsam mit Worten, fest vertrauend auf bloße Blicke und Gesten“. Renate Holland-Moritz nannte den Film ein Meisterwerk und bezeichnete ihn als „enorm spannendes, mit nicht erahnbaren Überraschungen gespicktes psychologisches Kammerspiel von der Suche eines Jungen nach seinem Vater.“
Hervorgehoben wurden die „Bilder von herber Poesie, Szenen, die bei starker innerer Dramatik eine eigenartige Ruhe ausstrahlen und unversehens tiefes Beteiligtsein an einem anderen Schicksal erzeugen.“
Für den film-dienst war Jan auf der Zille ein „historisch detailgetreu und einfühlsam inszenierter Kinderfilm, der die psychischen Belastungen von Kindern verfolgter Eltern während des Nationalsozialismus ernsthaft, aber auch spannend reflektiert.“
Cinema nannte den Film „sorgfältig recherchiert“, andere Kritiker bezeichneten ihn als ein „auch aus heutiger Sicht […] überzeugendes Beispiel zur Geschichte von Nationalsozialismus und Widerstand, anregend und nachvollziehbar nicht nur für junge Zuschauer.“ „Helmut Dziuba verlangt seinen jungen Zuschauern […] viel ab – aber nicht zuviel“, schätzten andere Rezensenten die Eignung des Films für Kinder ein.

## Auszeichnungen
Auf dem IV. Kinderfilmfest Essen erhielt Jan auf der Zille 1986 den Blauen Elefant. Beim Goldenen Spatz 1987 in Gera wurde der Film mit dem Hauptpreis in der Kategorie Spielfilm ausgezeichnet.